# Echthroplexiella tertia
Echthroplexiella tertia är en stekelart som först beskrevs av Hoffer 1954.  Echthroplexiella tertia ingår i släktet Echthroplexiella och familjen sköldlussteklar. Inga underarter finns listade i Catalogue of Life.